# Ausztrália élővilága
Ausztrália élővilága markánsan különbözik a többi kontinens élővilágától, mivel már a földtörténeti óidő, a paleozoikum végén, a perm időszakban megkezdte elszakadását azoktól, és élővilága önálló fejlődési útra lépett. Olyan ősi fajok maradtak fenn a szigetszerűen elkülönült ausztrál szárazföldön, amelyek máshol alulmaradtak versenytársaikkal szemben és kihaltak. Ezért szokás, némi túlzással, Ausztráliát az „élő kövületek” kontinensének, a biológusok „szentélyének” is nevezni. Ugyanakkor azonban nem szabad szem elől téveszteni, hogy Ausztrália önállósodása után a biológiai fejlődés nem állt le, hanem saját úton folytatódott tovább, tehát a ma őshonos élőlények legtöbbször távolról sem azonosak azokkal, amelyek a perm időszakban éltek a kontinensen.
Ausztrália élővilága egy széles körben elfogadott biogeográfiai felosztás szerint az állatföldrajz négy nagy egységéből a Notogaea, a növényföldrajz hat birodalmából pedig az Australis területéhez tartozik.

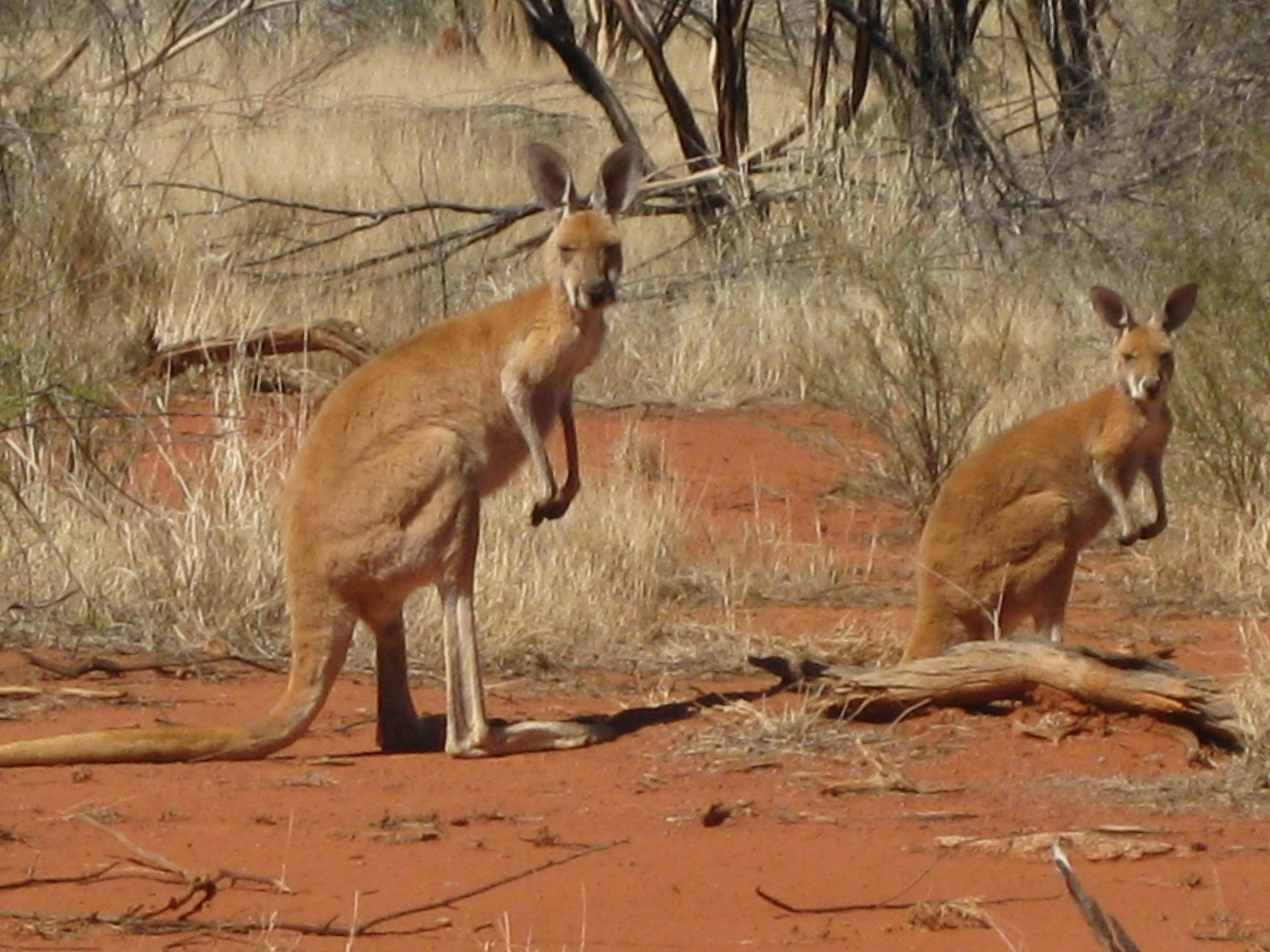
Kenguruk Észak-Ausztráliában

## Ausztrália élővilágának kialakulása
A harmadidőszak előtt a mai Ausztrália flórája és faunája nem mutatott eltérést a Gondwana többi részétől, például ugyanúgy éltek itt is dinoszauruszok, mint másutt. A harmadidőszakban azonban a méhlepényes emlősök a többi szárazföldön domináns állatokká váltak, míg a többiektől elszakadó Ausztráliában csak erszényes emlősök éltek. Fejlettebb versenytársak híján az emlősök ezen formái fejlődtek tovább, ágazódtak el és alkalmazkodtak a sziget-kontinensen meglévő különböző természeti környezetekhez.
A jura időszakban a kontinenst hordozó Ausztrál–Indiai-lemez elszakadt utolsó társától, az Antarktisztól és észak felé mozgott. Ennek következtében közelített Csendes-óceáni-lemezhez valamint az ázsiai szárazföld így létrejövő déli szigetívéhez. A pleisztocénban így lehetővé vált néhány fejlettebb állatfajta bevándorlása is, mint a denevérek, fókák és patkányok, majd – már az ember révén – a dingók is eljuthattak a kontinensre.
A szárazföldi kapcsolat azonban mindig hiányos és ideiglenes volt, ezért markáns állatföldrajzi határvonalak húzhatók a kontinens környékén, mint az elsősorban a madárvilágra vonatkozó Wallace-vonal és az emlősöket elválasztó Weber-vonal.
A növények terjedése általában könnyebb a kontinensek között, mint az állatoké, így a flórában kevesebb a különbség Ausztrália és a többi kontinens növényvilága között. Különösen északon, a trópusi vidékeken sok a közös vonás a szomszédsággal. Ennek ellenére a kontinens növényvilága egészében véve sok sajátosságot mutat, ami a különböző eredet mellett a sajátos éghajlati körülményekhez való alkalmazkodásnak is az eredménye.

## Állatvilág

### Emlősök

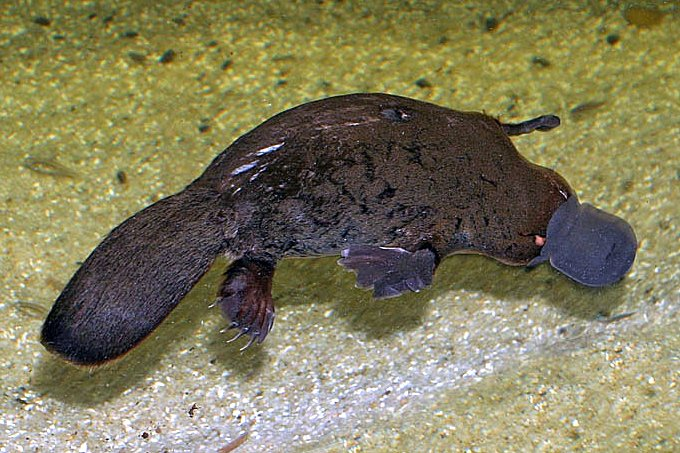
Kacsacsőrű emlős

Az ausztráliai állatvilág legkülönlegesebb, ősi vonásokat őrző állatai közül kiemelkedik a kloákások rendjébe tartozó, tojásokkal szaporodó kacsacsőrű emlős és a hangyászsünfélék. A náluk fejlettebb erszényesek legismertebb képviselői a kengurufélék, amelyek a kontinens legkülönbözőbb élettereihez alkalmazkodtak sikerrel. Rendszertanilag 51 fajba és 91 alfajba oszthatók, ám ezek közül az ausztrálok csak a három legnagyobb méretű fajt hívják kangaroo-nak, a kisebb termetűek neve wallaby.
Az erszényesek hasonlóképpen specializálódtak, mint más kontinenseken a méhlepényes emlősök. Így a repülő erszényes mókus a levegőre terjesztette ki életterét, a vombatfélék viszont föld alatti járatokba húzódtak. Az egyik leghíresebb és legnépszerűbb ausztráliai állat, a koala fákon él. Életmódja szélsőségesen specializálódott, csak néhány eukaliptuszfaj leveleivel táplálkozik.
Ragadozók is kialakultak az erszényesekből, közülük a legismertebb a mintegy másfél méteres erszényesfarkas (vagy tasmán tigris) volt, de ezt a fajt az állataikat védő farmerek már kiirtották. Az erszényesnyestfélék körébe tartozik a harcias erszényes ördög; fennmaradásáért a természetvédők küzdenek.
Az európaiak érkezése előtt Ausztráliában egyetlen méhlepényes emlős élt, a dingó, amit a mai Indonézia felől érkező embercsoportok – nem a jóval korábban érkezett első betelepülők, hanem későbbiek – hozhattak be magukkal mintegy 8000 évvel ezelőtt háziállatként, de aztán visszavadult, kialakult a markáns jegyekkel rendelkező egységes fajtája, és a kontinens nagy részén elterjedt.

### Madarak
A nagytestű futómadarak a déli kontinensek mindegyikén megjelentek; származásuk minden bizonnyal a Gondwana idejére vezethető vissza. Mára a különböző kontinenseken eltérő formáik alakultak ki. Ausztráliában az emu és sisakos kazuár képviseli őket.
Nevezetes ausztráliai madárfajták még a lantfarkúmadár-félék, a paradicsommadár-félék, a kakadufélék, a lugasépítő-félék, a fekete hattyú, és a széles körben népszerű kacagójancsi.
Ausztrália déli és délkeleti partjain, a környező szigeteken (beleértve Tasmániát és a Chatham-szigeteket), valamint Új-Zélandon költ a kistermetű kék pingvin. A telet a tengereken tölti.

### Hüllők

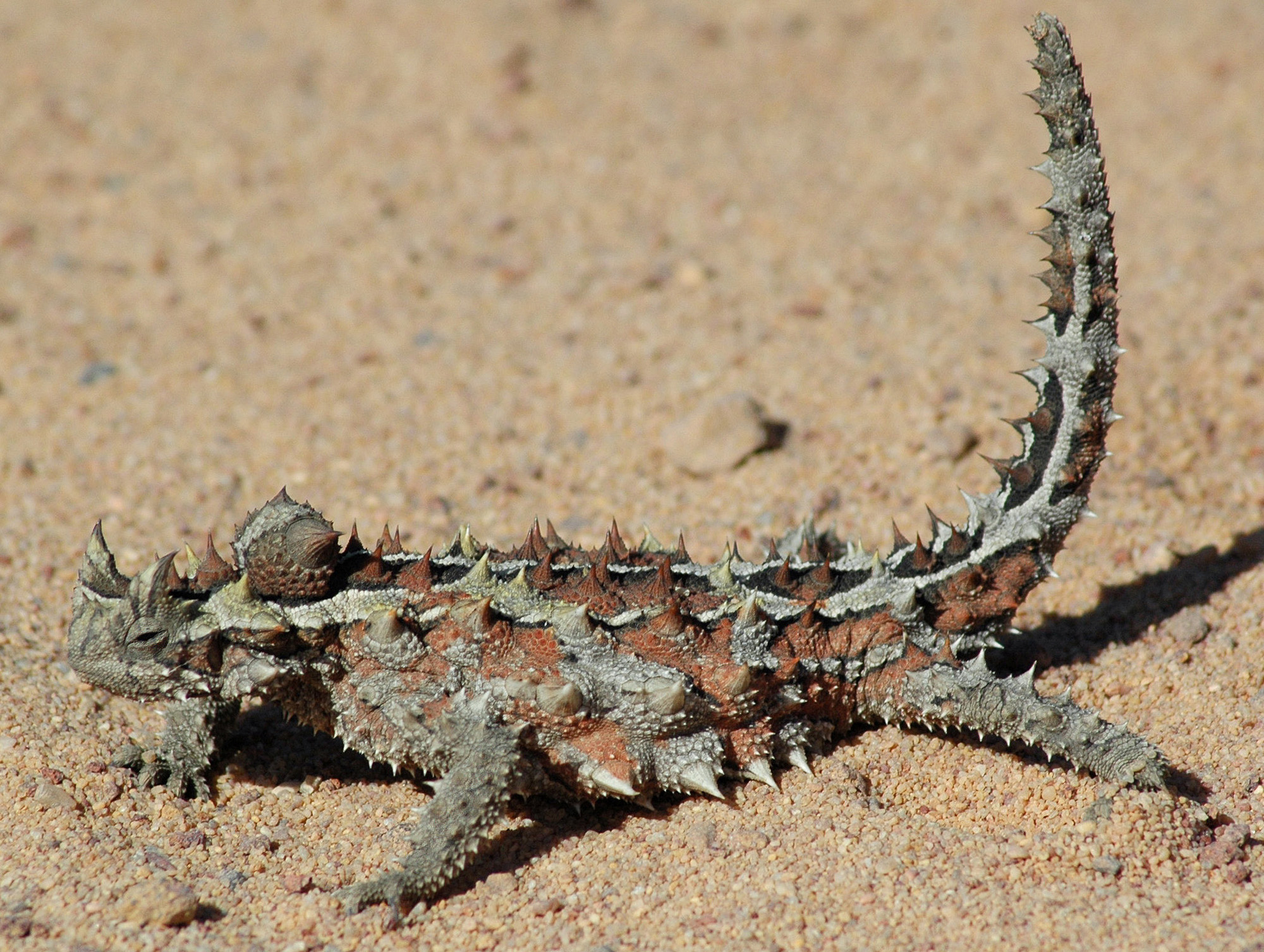
Tüskés ördög

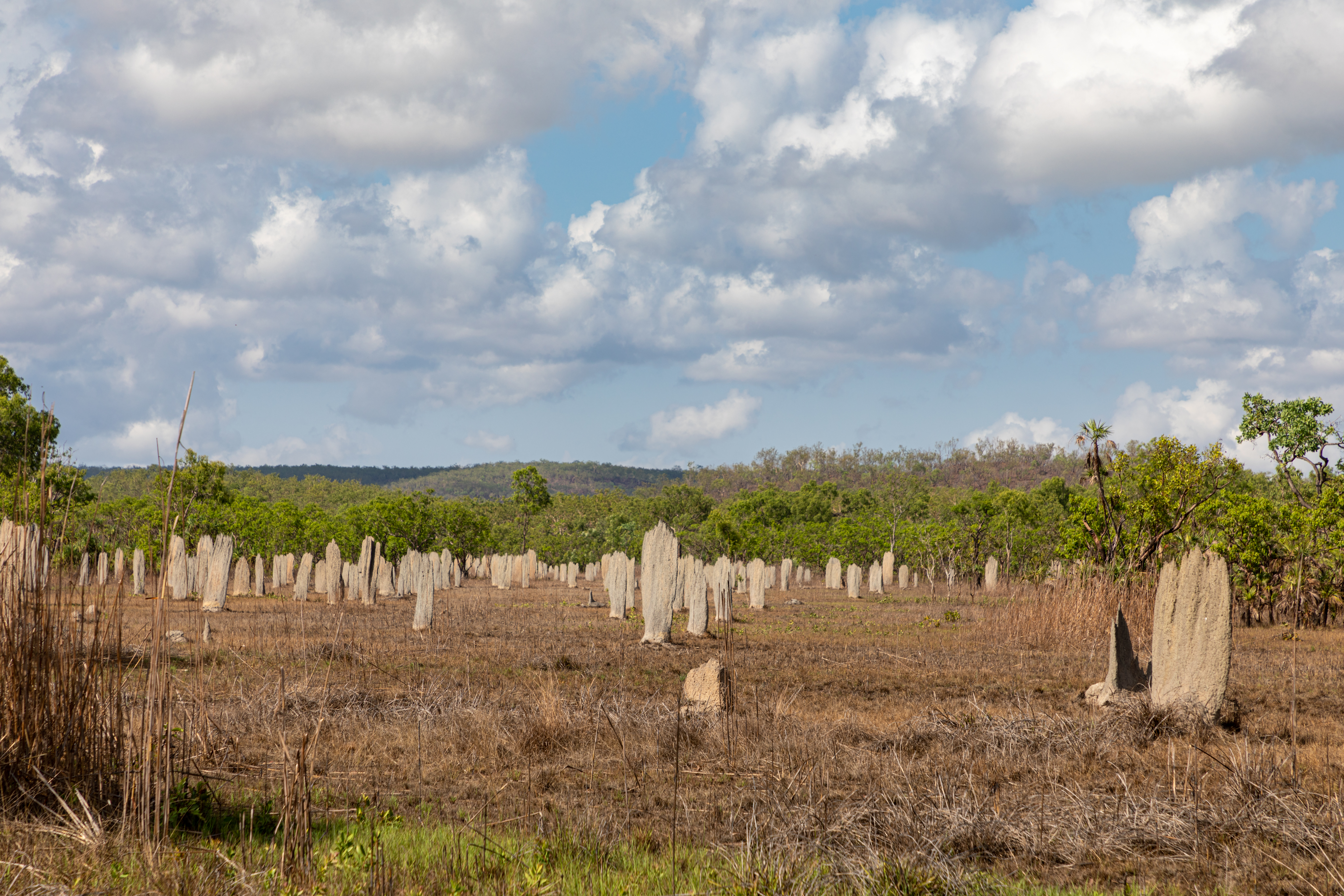
Termeszvárak Ausztráliában

A hüllőket Ausztráliában két krokodilfaj, öt családban hozzávetőleg négyszázféle gyík, 140 kígyó, továbbá 15 édesvízi és 6 tengeri teknős faj képviseli.

#### Krokodilok
Az édesvízi Johnson-krokodil legfeljebb 3 m nagyságra nő, veszélytelen az ember számára. A szerte Délkelet-Ázsiában is fellelhető, főleg a tengerparti torkolatokban élő bordás krokodil a 7 métert is elérheti, és az embert is megtámadja.

#### Gyíkok
A gyíkoknak öt családja fordul elő Ausztráliában: a gekkófélék, az agámafélék, a varánuszfélék, a lábatlangyíkfélék és a sokféle megjelenésű vakondgyíkalakúak. A gekkók közül legkülönösebb az ugató gyík (barking lizard, Underwoodisaurus milii), amely védekezésül köhögésszerű hangot ad.
Az agámafélék családjából a félelmes kinézésű tüskés ördög a legismertebb. Testét éles tüskék borítják. Riasztó külseje ellenére szelid, veszélytelen állat, hossza mindössze 15-20 cm.
A varánuszok közül Ausztrália keleti részén gyakori a tarka varánusz, 1,8 méterre nő meg. A belső területeken él az óriás varánusz, hossza elérheti a 2,4 métert is.
A gekkóalakúak közül a leggyakoribb az ausztrál lábatlangekkó hossza 0,5 m.

#### Kígyók
A mintegy 140 ausztráliai kígyófaj kétharmada mérgező, húsznak a marása okozhat halált. Legveszélyesebb az ausztráliai tigriskigyó (Notechus scutatus), a közönséges textilmintás barnakígyó (Pseudonaja textilis), a rézfejű kígyó (Austrelaps superba), a déli halálkígyó (Acanthophis antarcticus) és a tajpán (Oxyuranus scutellatus).
Az Ausztráliát környező tengerekben a tengerikígyó-félék mintegy 30 faja él, többségük szintén mérges. Általában az emberek által nemigen látogatott partok közelében élnek. Leggyakoribb a legtöbb trópusi tengerben előforduló sárgahasú Hydrophis platurus .

### Kétéltűek
Ausztrália, minden bizonnyal földtörténeti múltja valamint jelenlegi szárazsága miatt, kétéltűekben szegény. A kontinens őshonos kétéltűinek mindegyike a békák rendjéhez, azon belül is a Neobatrachiák alrendjéhez, azaz a „modern” békákhoz tartoznak. A világon élő mintegy 5280 békafajból csak 230 található Ausztráliában, 93%-uk endemikus. Más kontinensekhez képest itt a fajok változatossága alacsony. A ma itt élő kétéltűek között két invazív faj is található, az óriásvarangy és a pettyes gőte.

### Halak

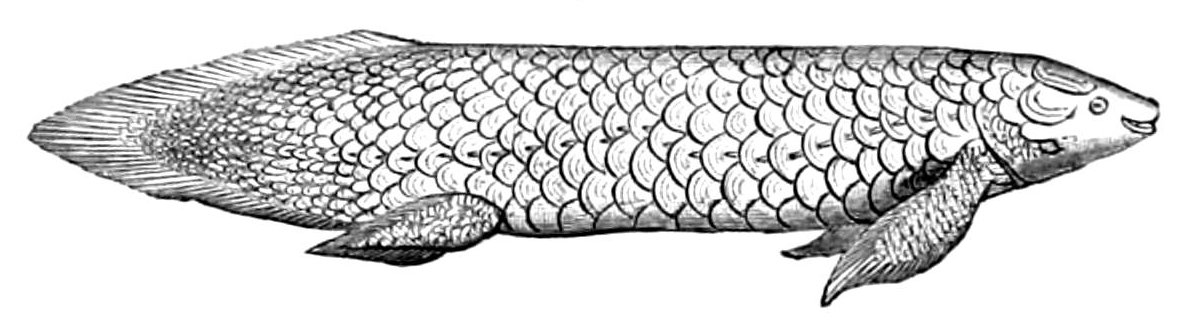
Az ausztráliai tüdőshal rajzon

Az ausztrál vizekben több mint 5000 halfaj él és ezek 24%-a endemikus. A kontinens szárazsága miatt azonban az édesvizi halfajok száma azonban csak mintegy 300.
A folyókban élő halak közül a legkülönlegesebbek az ausztráliai tüdőshal (Neoceratodus forsteri), mint „élő kövület”. A kiszáradó folyók pocsolyáiban sem pusztul el, mivel tüdőzsákja van. Ez a faj a mintegy 100 millió éve kialakult tüdőshalalakúak rendjének képviselője . Ezek a nagy testű állatok – hosszúságuk elérheti a 2 métert, súlyuk a fél mázsát – egyes queenslandi folyókban maradtak fenn. Szigorúan védett állatok.

### Gerinctelenek
| Gerinctelenek rendszertani csoportjai                 | A leírt fajok becsült száma | Az összes ausztráliai faj becsült száma |
| ----------------------------------------------------- | --------------------------- | --------------------------------------- |
| Szivacsok Porifera                                    | 1476                        | ~3500                                   |
| Csalánozók Cnidaria                                   | 1705                        | ~2200                                   |
| Laposférgek Platyhelminthes                           | 1593                        | ~10000                                  |
| Buzogányfejű férgek Acanthocephala                    | 56                          | ~160                                    |
| Fonálférgek Nematoda                                  | ~2060                       | ~30000                                  |
| Puhatestűek Mollusca                                  | ~8700                       | ~12250                                  |
| Gyűrűsférgek Annelida                                 | 2192                        | ~4230                                   |
| Karmos féreglábúak Onychophora                        | 71                          | ~80                                     |
| Rákok Crustacea                                       | 7266                        | ~9500                                   |
| Pókszabásúak Arachnida                                | 6615                        | ~31338                                  |
| Rovarok Insecta                                       | ~62000                      | ~205000                                 |
| Tüskésbőrűek Echinodermata                            | 1475                        | ~2000                                   |
| Más gerinctelenek                                     | ~2371                       | ~5015                                   |
| Modified from: Williams et al. 2001 and Chapman, 2009 |                             |                                         |

A kontinensen kívülről érkezett fajok a rovarok körében is komoly fenyegetést jelenthetnek a bennszülött faunára, mint a dél-amerikai vörös tűzhangya, a német darázs, a trópusi sárga őrült hangya (Anoplolepis gracilipes), valamint a visszavadult házi méh.
Ausztrália a különböző tudományos becslések 200 000-nél jóval többre teszik az ott élő állatfajok számát. Közülük 96% lehet a gerinctelenek aránya. A rovarok és a puhatestűek 90%-át endemikus élőlénynek tartják. A gerinctelenek legnagyobb osztályát a rovarok alkotják, ezek Ausztrália összes állatfajának 75%-át teszik ki. A rovarokon belül a bogarak alkotják a legnépesebb rendet 28 200 fajjal őket követik a lepkék 20 816 fajjal illetve hártyásszárnyúak 14 800 fajjal köztük a hangyákkal, a méhekkel és a darazsakkal. Csak a hangyákból 1275 fajt és alfajt írtak le Ausztráliában. A kétszárnyúak rendje, a legyekkel és a szúnyogfélékkel, 7786 fajt foglal magába. 
Ausztráliában a pókszabásúak széles köre él, köztük a pókok 78 családja. 79 pókfaj annyira ismert, hogy hétköznapi nevük is van. Közülük néhánynak, mint a Sydney-tölcsérhálóspók erős a mérge, csípésük halálos is lehet.

### Ausztrália betelepített állatai
Már az első, mintegy 8000 évvel ezelőtt „kívülről” érkezett szárazföldi emlős, a dingó is nagy pusztítást végzett az addig elszigetelt kontinens kisebb termetű erszényesei között. Az európaiak megtelepedése azonban gyökeres változásokat hozott. A földművelés, állattenyésztés, erdőirtás, vadászat, a felgyorsuló talajerózió, és mindenekelőtt az új növény- és állatfajok betelepítése nagyban átalakította a természeti környezetet.
Az „importált” fajok körül egyeseket véletlenül hurcoltak be (egerek, patkányok), de sokat tudatosan, tenyésztés, vadászat vagy más hasznosnak vélt cél érdekében telepítettek be. Az ausztráliai fajok azonban általában biológiai szempontból alacsonyabb fejlődési fokon álltak és sok esetben védtelennek bizonyultak a konkurenciával szemben. A betelepített állatok gyakran váratlan, robbanásszerű elterjedése időnként láncreakció jellegű változásokkal járt.

### Ausztráliából származó fajok más kontinenseken
Az ausztráliai őshonos fajok egy része nem csak sikeresen állt ellen a betelepített fajok konkurenciájának, hanem eljutott – általában emberi segítséggel – más kontinensekre is, és esetenként ott inváziós fajjá vált. Ez történt például Új-Zélandon az erszényes közönséges rókakuzu betelepítésével.

## Növényvilág
Ausztrália növényvilága összesen több mint 30 000 szövetes növényből és mintegy 14 000  alacsonyabb rendű, nem-szövetes növényből áll. A zuzmókat több mint 3000 faj képviseli, ezek már átvezetnek a gombák világához. 
Az ausztrál flóra, csakúgy mint az élővilág általában, a Gondwana korából származik, és a növényrendszertani családok szintje alatt nagyfokú az endemizmus, különösen a zárvatermők körében. A növényvilág mai állapotát a kréta időszaktól napjainkig lezajlott kontinensvándorlás és az ezzel összefüggésben végbement éghajlati változások formálták. Az ausztráliai növényvilág jellegzetessége a szárazsághoz és a rendszeres erdőtüzekhez való alkalmazkodás, amint az megmutatkozik a próteafélék, mirtuszfélék, köztük az eukaliptuszok sokszáz faja, és a pillangósvirágúak, köztük az akácia különböző fajai esetében.
Az első emberek érkezése mintegy 50 000 évvel ezelőtt majd különösen az európaiak letelepedése a 18. század végétől nagy változásokat generált az ökoszisztémában a növényzetet illetően is. 61 növényfaj kihalását mutatták ki az 1788 óta eltelt időszakra vonatkozóan és további több mint 1000 került veszélyeztetett helyzetbe.
Ausztrália mai növényeinek 80-85%-a endemikus élőlény, de az északi részeken a más kontinenseken is élő trópusi, délen pedig a nedves hűvös-mérsékelt övezetre jellemző növények, mint a déli bükk (Nothofagus) is előfordulnak.
A kontinens növényvilágának legjellemzőbb és legelterjedtebb fája az eukaliptusz. Több mint ötszáz, a szárazföld különböző területeinek eltérő környezeti feltételeihez alkalmazkodó ismert fajából a legtöbb endemikus, mindössze néhány faj őshonos Új-Guineában illetve Melanéziában. Az akácia-félék csaknem hatszáz faja szintén leginkább a száraz területeken jellemző. Endemikus több araukária fenyőfaj, a kaurifenyő, a vörös cédrus és a próteafélék családjának több tagja.
Ausztrália vegetációja a Föld más területeitől eltérően nem övezetes rendben szerveződött, hanem a növénytársulások a csapadék eloszlását követve nagyjából koncentrikusan helyezkednek el. Az esősebb keleti és északi peremterületeken erdős vegetáció él. A száraz centrum felé haladva először ligeterdők, majd füves puszták jelennek meg, a központban pedig a félsivatagi-sivatagi növénytársulások az uralkodók.
A kontinens legcsapadékosabb (évi átlag 1500 mm felett) északkeleti hegy- és partvidékén viszonylag kis területen örökzöld trópusi-szubtrópusi esőerdő tenyészik, harminc méternél is magasabb, többszintes, sűrű lombozatú növényzettel. Fajai közül számos érkezett az indomaláj ökozónából (pálmafélék, bambuszok, epifiták, liánok). Az esőerdők alatt vörös-sárga laterit talajok képződtek, a folyómedencékben jellemzőek a glejtalajok. A tengerpartokat mangroveerdő szegélyezi.
Az Új-Dél-Wales szűk területeire szorult mérsékelt égövi esőerdőkben fedezték fel a 20. században az eddig csak 90 millió éves kövületekből ismert sárkányfenyő mintegy száz példányos állományát. Az ausztrál természetvédők nagy erőfeszítéseket tesznek a faj fennmaradásának biztosítására. Szaporító munkájuk keretében a budapesti Füvészkertbe is eljutott ennek az „élő kövületnek” egy példánya.
A kevésbé csapadékos, de még meleg délkeleti hegy- és partvidéken nedves eukaliptuszerdők tenyésznek. Északon gyakori az araukária, Tasmaniában pedig a déli bükk fagytűrő változata.

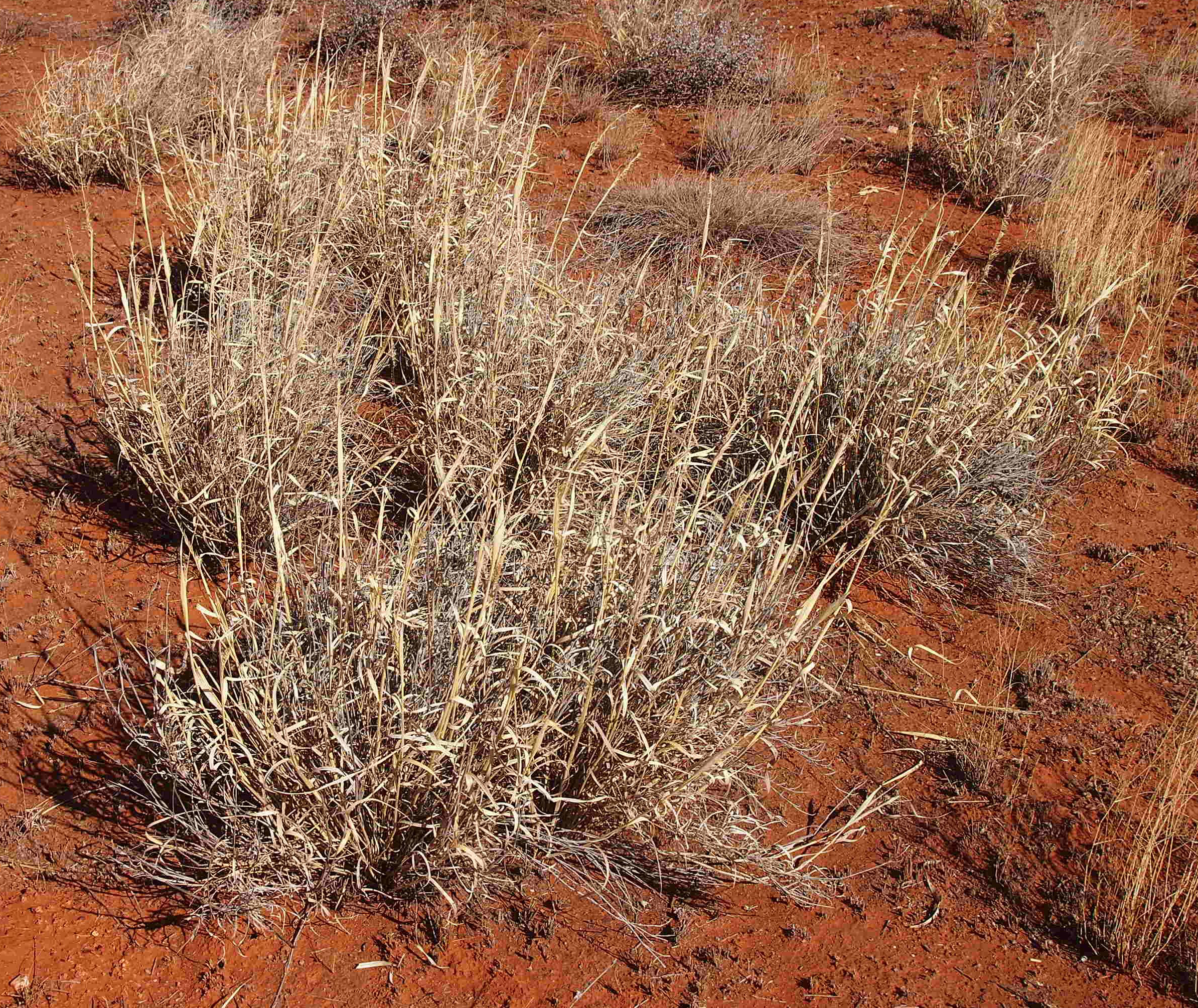
Mitchell-fű

A szárazabb területek felé a fajokban szegény száraz eukaliptusz-ligeterdők képeznek átmenetet. Ezeknek egy sajátos változata a mediterrán jellegű eukaliptuszerdő fahéjszinű talajokkal. A következő fokozatot a sivatagok felé a füves puszták jelentik, például Queensland és a Barkly-táblavidék félig száraz éghajlatú vidékein. A fűfélék itt csomókban nőnek, helyi nevük tussock. Egyik gyakori fajtájuk, a Mitchell-fű eső után fél méter magasra is megnő, és viszonylag jó szezonális legelőt biztosít a juhok, sőt északabbra a szarvasmarhák számára is.
Ausztrália jellegzetes növénytársulása a 200–400 mm/év csapadékú övezetben, vörösbarna talajokon kifejlődött örökzöld, keménylevelű (szklerofill) fajokból álló cserjebozót (scrub) amelyben a bokrok lombozata legalább 30%-ban záródik. Alacsonyabb változatát (2-6 m, helyi neve mulga), főképpen akáciákból álló ritkás facsoportok, tüskés cserjék és magas növésű füvek alkotják szinte áthatolhatatlan bozótját. A kissé nedvesebb (300–500 mm/év) övezetben a nyílt eukaliptuszbozót, füves-fás szavanna (mallee) a jellemző. A ritka aljnövényzet fölé 2–8 m magas, ernyő formájú, gyér levélzetű eukaliptuszok emelkednek. Mindezekre a vidékekre jellemzőek az erdőtüzek, amik természetes körülmények között is előfordulnak, de lakott területek közelében gyakoribbak.
A még szárazabb területek növénytársulása a ritkásabb, 30%-nál kevésbé záródó bozót, melynek helyi neve shrub. A sós sivatagok jellegzetessége a sóbozót (saltbush), az Eyre-tó környékén és a Nullarbor-síkságon elterjedt növénytársulás. Jellemző növénye az üröm és a laboda, valamint az esők után feléledő, rövid tenyészidejű füvek és víztározó pozsgások. Mészkövön a seprőfű ural óriási területeket.
Az évi 150–250 mm csapadékot kapó félsivatagok jellegzetes növénytársulása a disznófüves (Spinifex) puszta. Itt a növényzet nagyrészt a gyakran bőséges reggeli harmatból fedezi vízszükségletét. A disznófű 1–2 méter átmérőjű, derékig is érő ritkás csomókban nő.

## Gombák
Ausztrália gombái rendkívül gazdag és változatos részét alkotják a kontinens élővilágának. A gombák jelen vannak az édesvízi, tengeri és szárazföldi élőhelyek széles skáláján, számos ökológiai szerepet betöltve, például parazitaként, vagy algákkal, állatokkal és növényekkel szimbiózist alkotva, illetve a biológiai lebontás végrehajtóiként. Ahol a növények termelnek és az állatok fogyasztanak, ott a gombák újrahasznosítanak, és mint ilyenek biztosítják az ökoszisztémák fenntarthatóságát. 
A gombákkal kapcsolatos ismeretek Ausztráliában szegényesek, kutatásuk mindig háttérbe szorult az állatvilág és a növényvilág mögött. Az ismert gombafajok száma 13 000 körül alakul. Az Ausztráliában élő gombafajok teljes számát azonban, beleértve a még fel nem fedezett fajokat, 250 000-re becsülik, beleértve 5000 kalapos gomba fajt, melyeknek eddig mindössze 5%-át írták le tudományosan. Leginkább a haszonnövényeket károsító gombák kutatása haladt előre, mezőgazdasági jelentőségük miatt. Az ausztráliai gombák eddigi elégtelen kutatása miatt gyakran azt sem lehet megállapítani, hogy egy faj őshonos-e, vagy később hurcolták be.

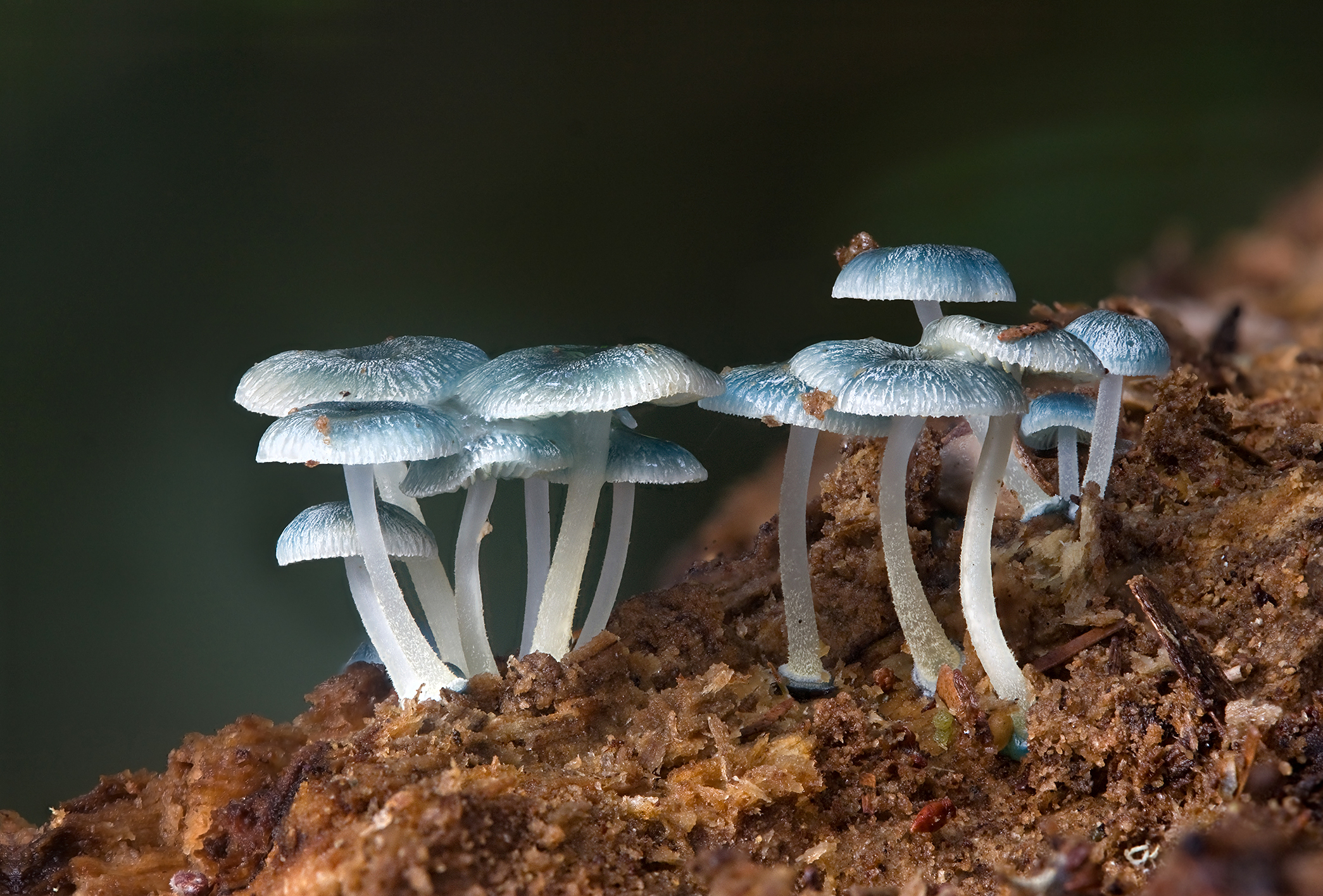
Mycena interrupta, Myrtle Forest, Collinsvale, Tasmania
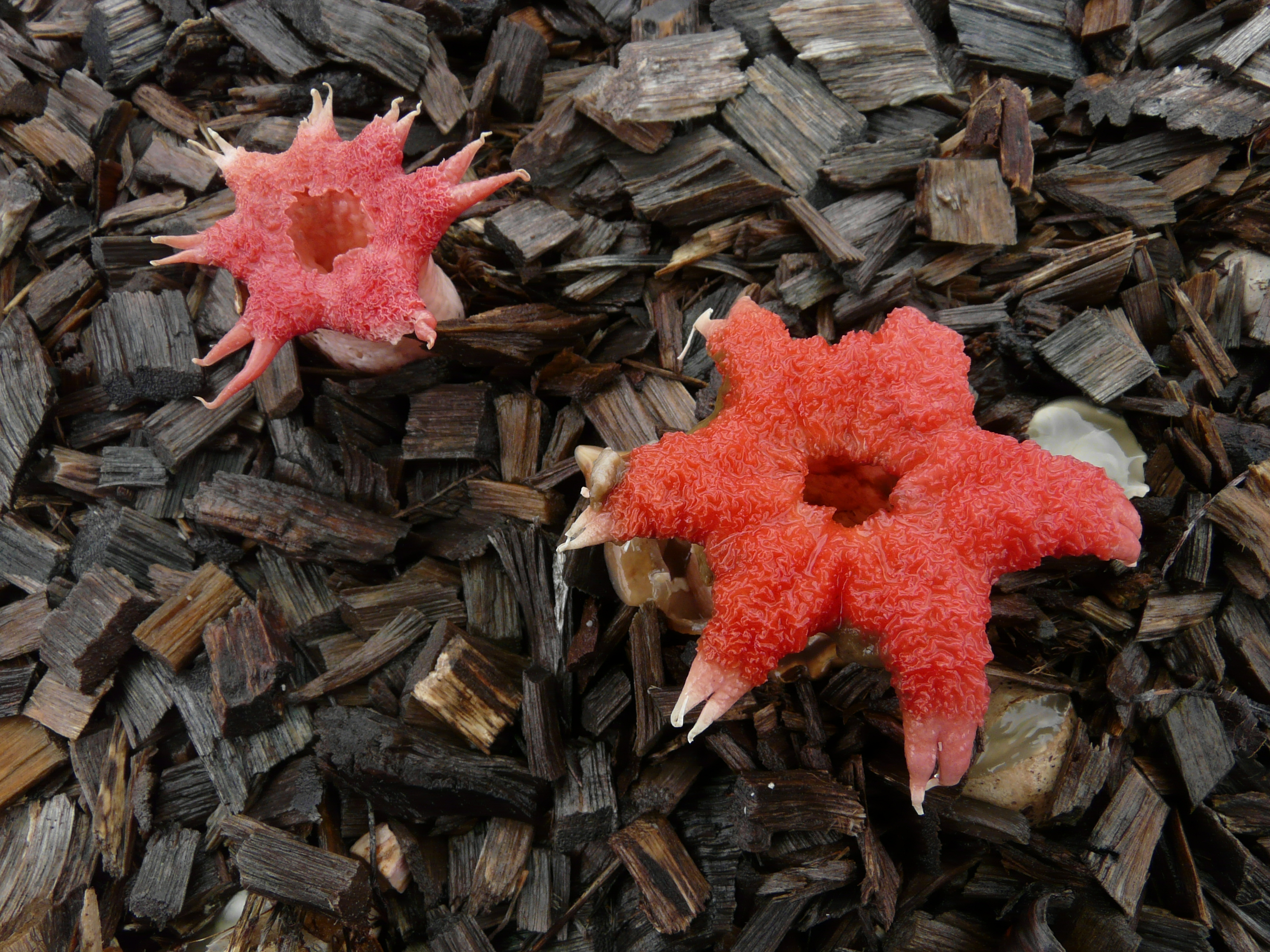
Aseroë rubra, Springbrook, Queensland
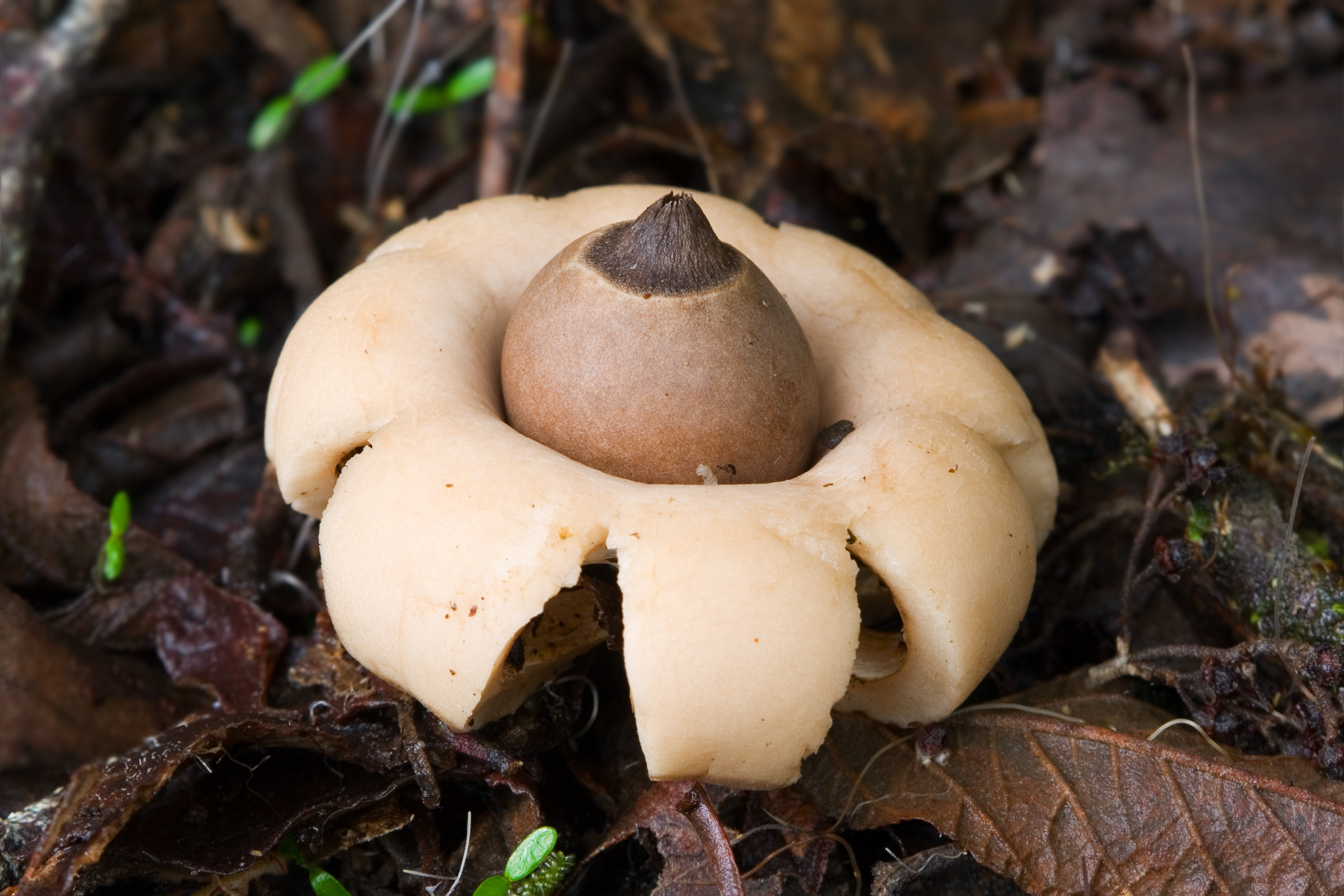
Zsákos csillaggomba, Mount Field National Park, Tasmania
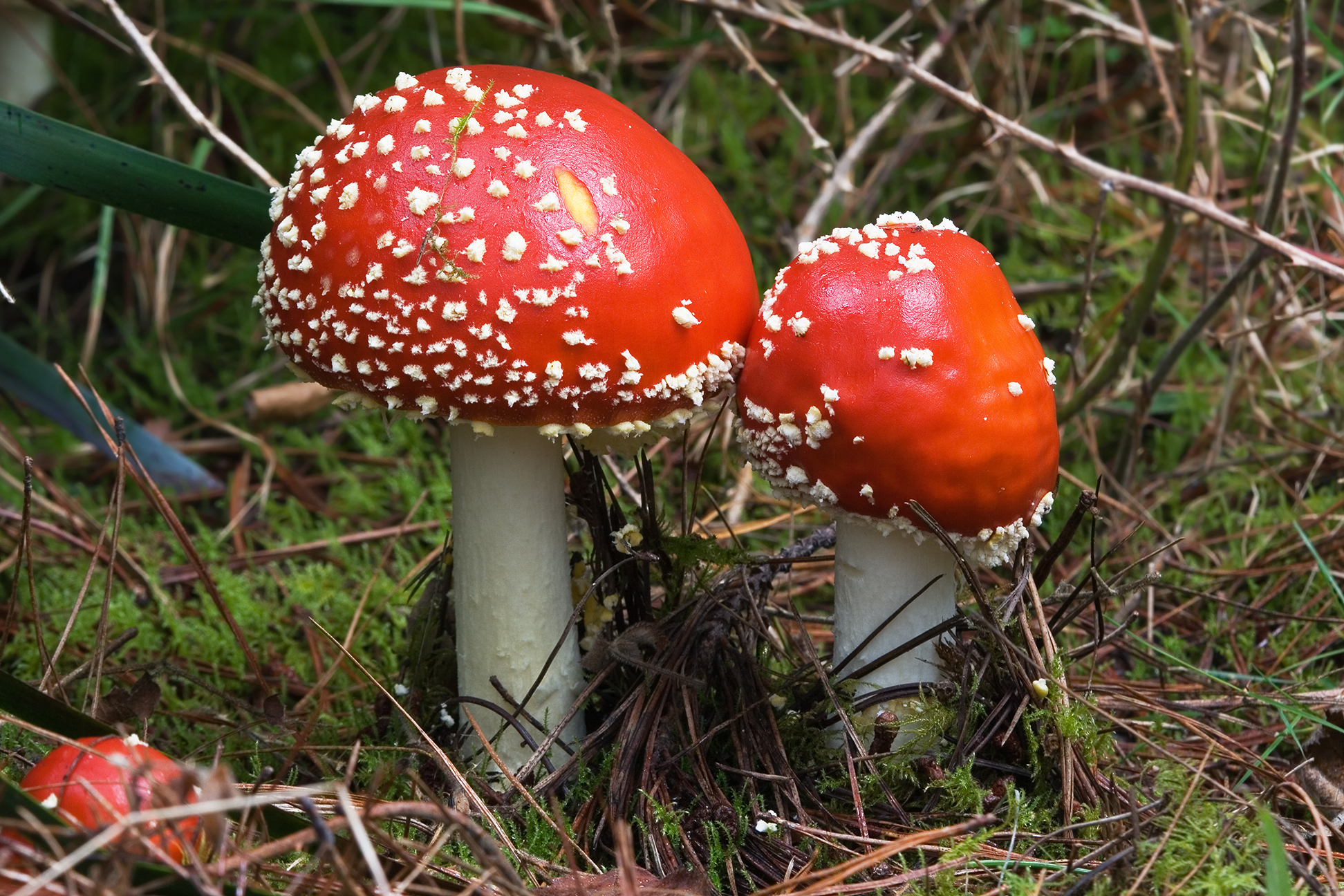
Légyölő galóca, Tasmania

## Fordítás
- Ez a szócikk részben vagy egészben  a   Fauna of Australia című angol Wikipédia-szócikk ezen változatának fordításán alapul.  Az eredeti cikk szerkesztőit annak laptörténete sorolja fel. Ez a jelzés csupán a megfogalmazás eredetét és a szerzői jogokat jelzi, nem szolgál a cikkben szereplő információk forrásmegjelöléseként.
- Ez a szócikk részben vagy egészben  az   Amphibians of Australia című angol Wikipédia-szócikk ezen változatának fordításán alapul.  Az eredeti cikk szerkesztőit annak laptörténete sorolja fel. Ez a jelzés csupán a megfogalmazás eredetét és a szerzői jogokat jelzi, nem szolgál a cikkben szereplő információk forrásmegjelöléseként.
- Ez a szócikk részben vagy egészben  a   Flora of Australia című angol Wikipédia-szócikk ezen változatának fordításán alapul.  Az eredeti cikk szerkesztőit annak laptörténete sorolja fel. Ez a jelzés csupán a megfogalmazás eredetét és a szerzői jogokat jelzi, nem szolgál a cikkben szereplő információk forrásmegjelöléseként.
- Ez a szócikk részben vagy egészben  a   Fungi of Australia című angol Wikipédia-szócikk ezen változatának fordításán alapul.  Az eredeti cikk szerkesztőit annak laptörténete sorolja fel. Ez a jelzés csupán a megfogalmazás eredetét és a szerzői jogokat jelzi, nem szolgál a cikkben szereplő információk forrásmegjelöléseként.